# Count Binface

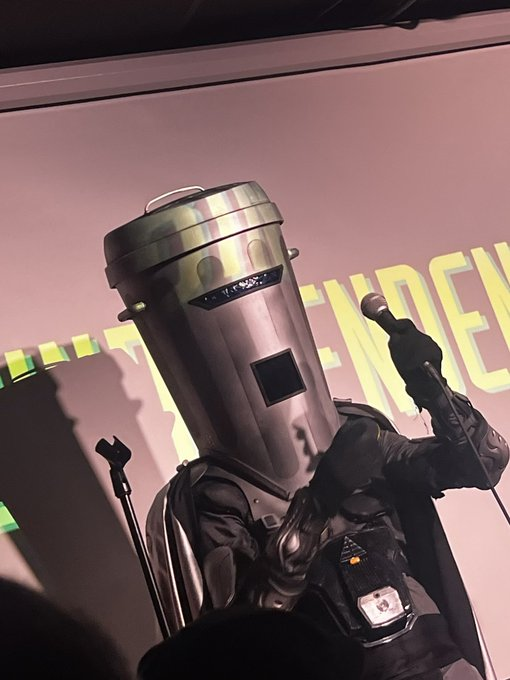

Count Binface è un candidato politico satirico creato dal comico inglese David Harvey nel 2018. È stato candidato per il collegio di Uxbridge and South Ruislip nelle elezioni generali del Regno Unito del 2019 contro l'allora primo ministro Boris Johnson. Ha anche partecipato alle comunali di Londra del 2024.

## Opere
- (EN) Count Binface, What On Earth?: An alien's guide to fixing Britain, Londra, Quercus, 2022, ISBN 9781529421651, OCLC 1322049220.